# ニコール・クック
ニコール・クック（Nicole Cooke、1983年4月13日- ）は、ウェールズ・スウォンジー出身の女子自転車競技選手。2009年に大英帝国勲章(MBE)を受章。

## 経歴
2000年
- 世界選手権個人ロードレース・ジュニア部門 優勝

2001年
- ロードレース世界選手権・ジュニア部門
  - 個人ロードレース 優勝
  - 個人タイムトライアル(ITT) 優勝

2002年
- コモンウェルスゲームズ・個人ロードを優勝。

2003年
- シリーズ4勝を挙げる大活躍を見せ、UCI女子ロードワールドカップ総合優勝を果たした。
- その実績が評価されて、同年のBBC・ウェールズ・スポーツパーソナリティーオブザイヤーを受賞。

2004年
- ジロ・デ・イタリア (女子)において総合優勝
- アテネオリンピックではメダル獲得が期待されたが、個人ロードでは5位、個人タイムトライアルでは19位に終わる。

2005年
- フレッシュ・ワロンヌ女子を制覇。
- 世界選手権・個人ロードレースではレギーナ・シュライヒャーに次いで2位。
- 女子ワールドカップ総合でもシュライヒャーに次いで2位だった。

2006年は大活躍のシーズンとなった。
- フレッシュ・ワロンヌ女子連覇を含む、シリーズ3勝を挙げて2度目のワールドカップ総合優勝を果たす。
- グランド・ブークル総合優勝。
- テューリンゲン・ルントファールト女子でも総合優勝
- 世界選手権・個人ロードレースでは3位。

2007年
- グランド・ブークル総合連覇。
- ジーロング・ツアーでも総合優勝
- ワールドカップではマリアンヌ・フォスに次いで2位となった。

2008年は大活躍の年となった。
- 英国国内選手権・個人ロードレースにおいて、8連覇、通算9回目の優勝を飾った。
- 北京オリンピックの個人ロードレースでは、エマ・ヨハンソンらとのスプリント争いを制し悲願の金メダルを獲得。
- イタリアのヴァレーゼで開催された世界選手権・個人ロードレースでは、同種目世界王者経験者である、マリアンヌ・フォス、ユーディト・アルントとのスプリント争いを制し、初の世界チャンピオンに輝いた。

2009年
- 国内選手権・個人ロード9連覇を達成。

2010年
- ジロ・デル・トレンティーノ 総合優勝
- 世界選手権・個人ロードレース 4位

2011年
- 世界選手権・個人ロードレース 4位